# Mercato Saraceno
Mercato Saraceno é uma comuna italiana da região da Emília-Romanha, província de Forlì-Cesena, com cerca de 6.177 habitantes. Estende-se por uma área de 99 km², tendo uma densidade populacional de 62 hab/km². Faz fronteira com Bagno di Romagna, Cesena, Novafeltria (PU), Roncofreddo, Sarsina, Sogliano al Rubicone, Talamello (PU).

## Demografia
| Variação demográfica do município entre 1861 e 2011                               |
|                                                                                   |
| Fonte: Istituto Nazionale di Statistica (ISTAT) - Elaboração gráfica da Wikipedia |